# Michele Maccanti
Michele Maccanti (Ferrara, 12 december 1979) is een voormalig
Italiaans wielrenner.

## Belangrijkste overwinningen
2004
- Coppa San Geo
- 8e etappe Baby Giro

2005
- Giro del Mendrisiotto

## Resultaten in voornaamste wedstrijden
| Jaar | Omloop Het Volk |
| ---- | --------------- |
| 2006 | 10e             |

Astarloa · Bertagnolli · Celestino · Commesso · Conte · Cunego · Davidson · Di Luca · Fuentes · Galletti · Gavazzi · Glomser · Ludewig · Mason · Nitsche · Pepoli · Pugaci · Sabaliauskas · Sacchi · Simoni · Spezialetti · Spinelli · Tonti · Wegmann · Del Sarto (stagiair) · Leuchs (stagiair) · Maccanti (stagiair)
Aggiano ·
Boglia · 
Chalilov · 
Contrini ·  
De Gaspari · 
De Paoli ·
Del Biaggio ·
Fanelli ·
Hernández · 
Konysjev · 
Maccanti ·
Maserati ·
Masolino · 
Muraglia ·
Napolitano ·
Nardello ·
Pieri ·   
Santambrogio ·
Tiberio ·
Tonkov ·
Grazia (stagiair) · 
Turrina (stagiair)
Aggiano ·
Bates ·
Beuchat ·
Borghi ·
Chalilov · 
Contrini ·  
De Paoli ·
Dietziker · 
Gavazzi ·
Iannetti ·
Konysjev · 
Maccanti ·
Marzoli · 
Maserati ·
Metloesjenko · 
Muraglia ·
Ochoa ·
Pieri ·   
Traficante ·
Valoti ·
Gatto (stagiair) · 
Page (stagiair)